# Cryptotis orophila
Cryptotis orophila är en däggdjursart som först beskrevs av J. A. Allen 1895.  Cryptotis orophila ingår i släktet pygménäbbmöss, och familjen näbbmöss. IUCN kategoriserar arten globalt som otillräckligt studerad. Inga underarter finns listade i Catalogue of Life.
Denna näbbmus förekommer i Centralamerika från Honduras till Costa Rica. Den lever i kulliga områden och i medelhöga bergstrakter. Arten vistas i områden nära sjöar som liknar marskland samt i regioner med träd eller buskar. Cryptotis orophila är främst nattaktiv och ibland dagaktiv. Den äter insekter, daggmaskar och andra ryggradslösa djur. Individerna skapar stigar i den låga växtligheten eller de använder gångvägar som skapades av gnagare.